# 46.ª reunião de cúpula do G7
A 46.ª Cúpula dos Países Desenvolvidos (português brasileiro) ou 46.ª Cimeira dos Países Desenvolvidos (português europeu) foi uma reunião de cúpula entre os líderes do G8, as oito maiores economias globais, planejado para ocorrer entre 10 e 12 de junho de 2020 nos Estados Unidos. O evento, que seria a última reunião de cúpula organizada pela Administração Trump, foi adiado por diversas vezes e finalmente cancelado em virtude da corrente pandemia de COVID-19. A mais recente reunião de cúpula do grupo sediada nos Estados Unidos ocorreu em 2012 em Camp David, residência de veraneio presidencial.

## Líderes
Em março de 2014, o G7 declarou que atualmente não era possível uma discussão significativa com a Rússia no contexto do G8. Desde então, as reuniões continuaram dentro do processo do G7.
Os participantes incluirão os líderes dos sete estados membros do G7, bem como representantes da União Europeia. O Presidente da Comissão Europeia é um participante permanentemente bem-vindo em todas as reuniões e tomadas de decisão desde 1981.

### Participantes esperados
| Membros principais do G7 Estado e líder são mostrados em negrito. |                |                      |                        |
| Membro                                                            | Membro         | Representado por     | Título                 |
| Canadá                                                            | Canadá         | Justin Trudeau       | Primeiro Ministro      |
| França                                                            | França         | Emmanuel Macron      | Presidente             |
| Alemanha                                                          | Alemanha       | Angela Merkel        | Chanceler              |
| Itália                                                            | Itália         | Giuseppe Conte       | Primeiro Ministro      |
| Japão                                                             | Japão          | Shinzō Abe           | Primeiro Ministro      |
| Reino Unido                                                       | Reino Unido    | Boris Johnson        | Primeiro Ministro      |
| Estados Unidos                                                    | Estados Unidos | Donald Trump         | Presidente             |
| União Europeia                                                    | União Europeia | Ursula von der Leyen | Presidente da Comissão |
| União Europeia                                                    | União Europeia | Charles Michel       | Presidente do Conselho |

## Galeria de possíveis líderes participantes

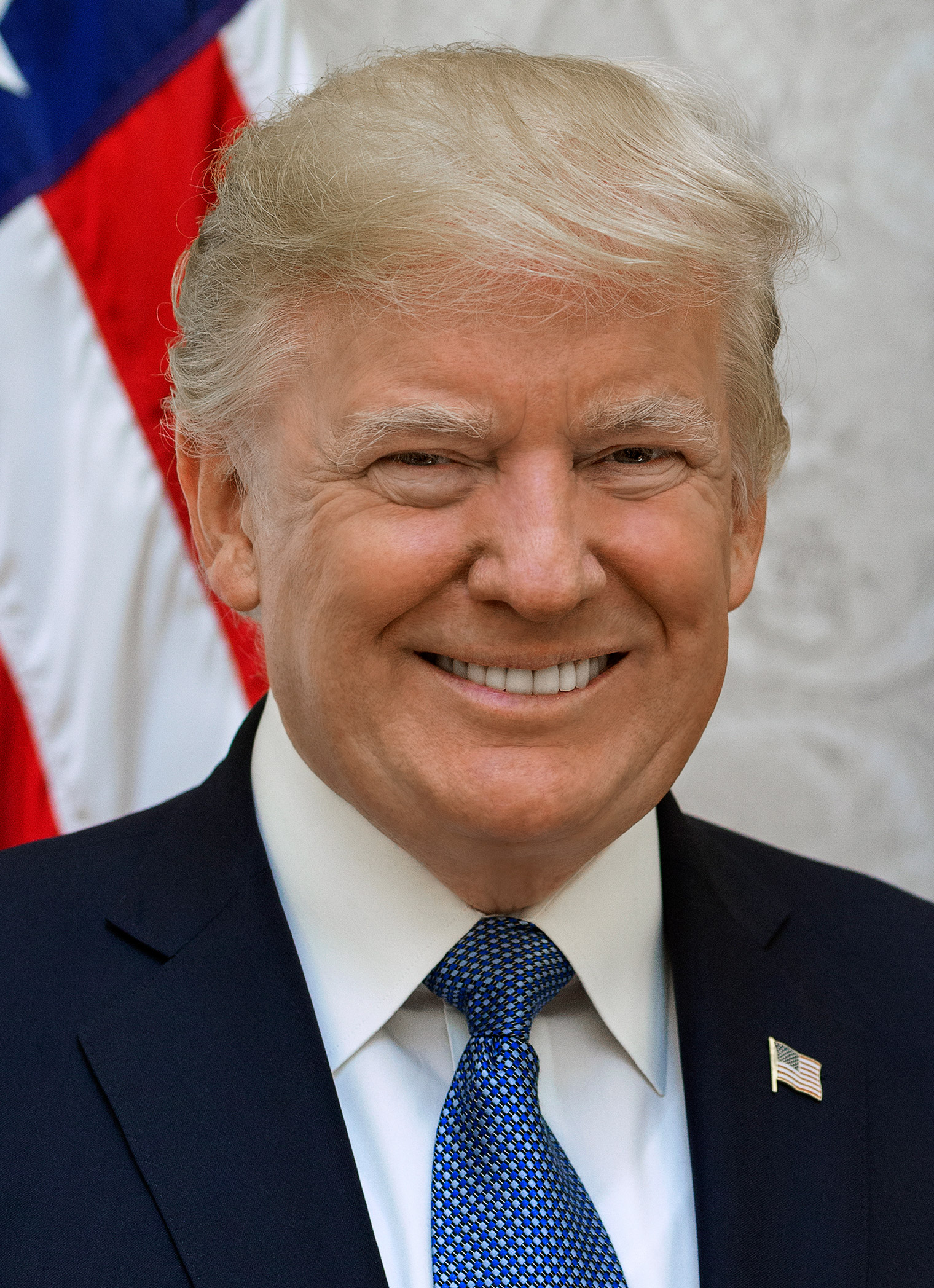
Estados Unidos Donald Trump, Presidente(anfitrião)
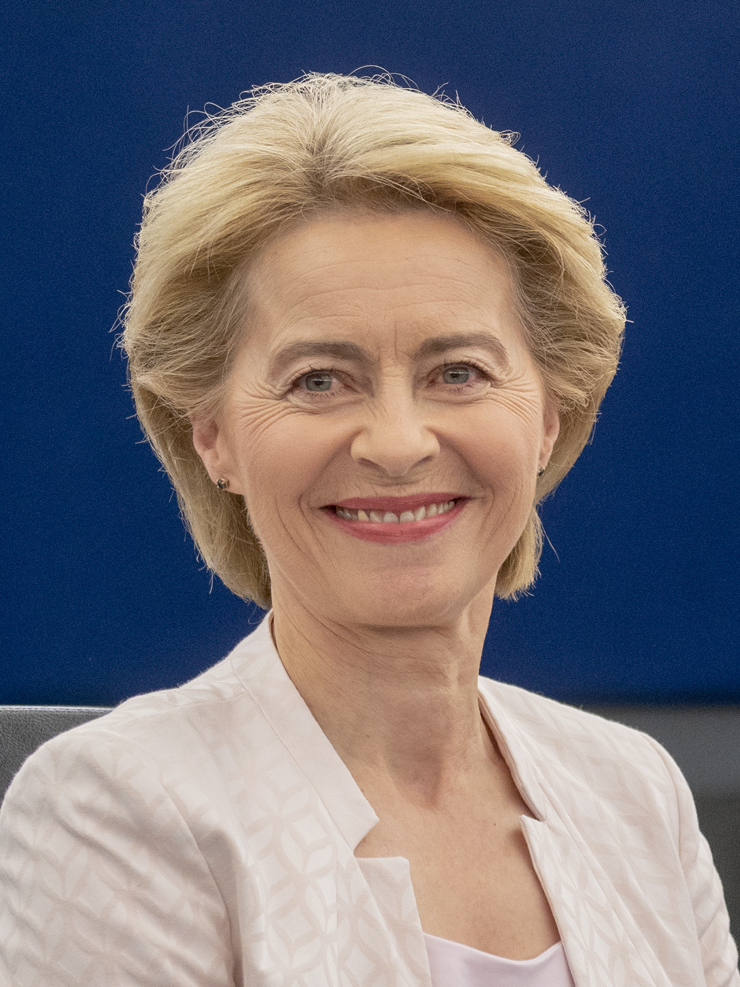
European Union Ursula von der Leyen, Presidente da Comissão Europeia
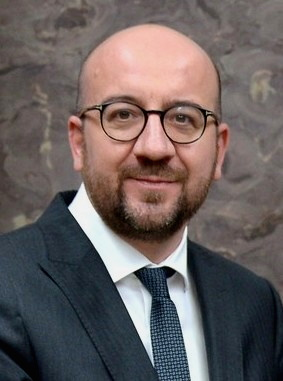
European Union Charles Michel, Presidente do Conselho Europeu

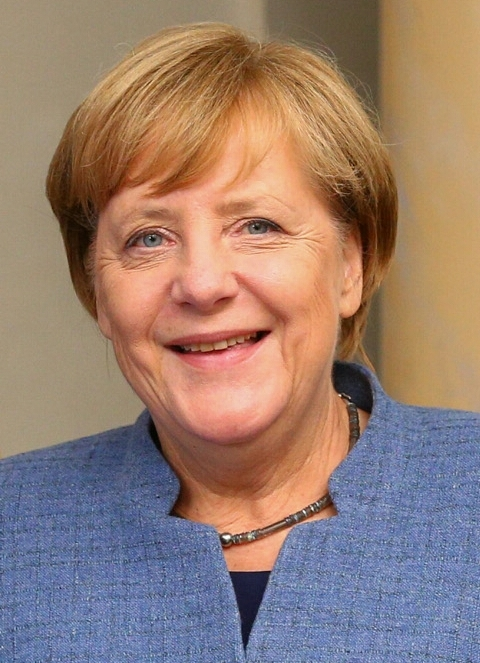
Alemanha Angela Merkel, Chanceler
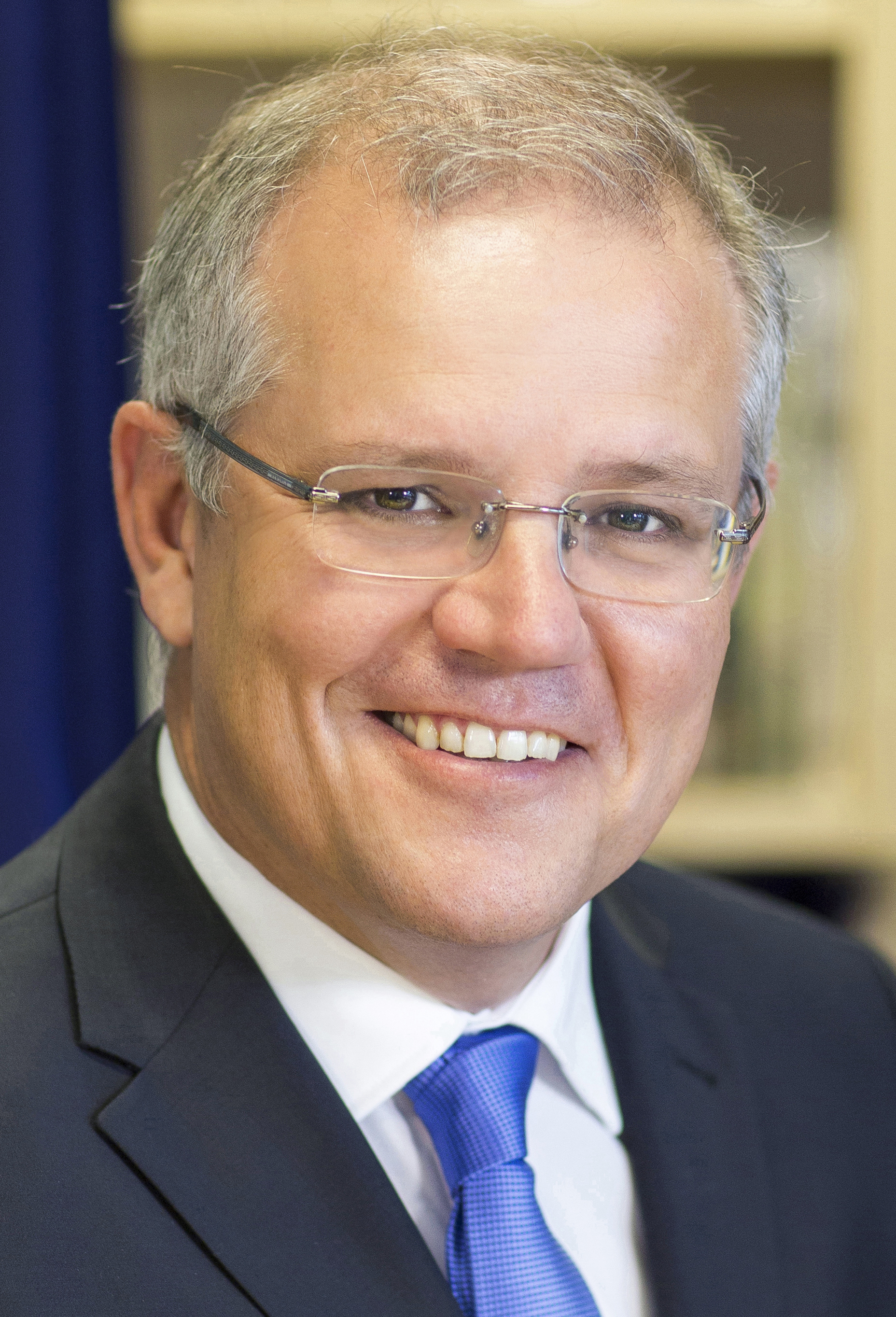
Austrália Scott Morrison, Primeiro-ministro
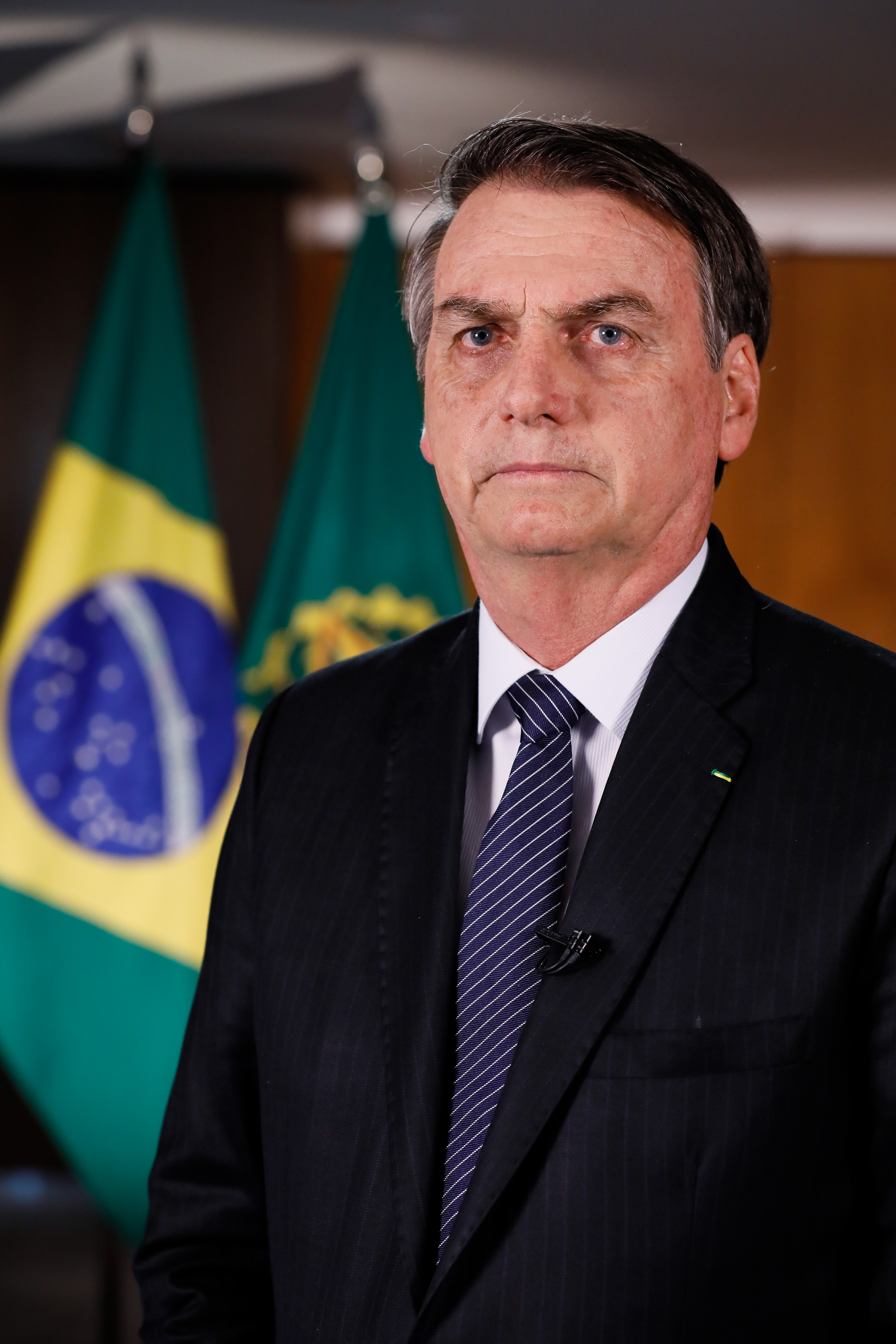
Brasil Jair Bolsonaro, Presidente
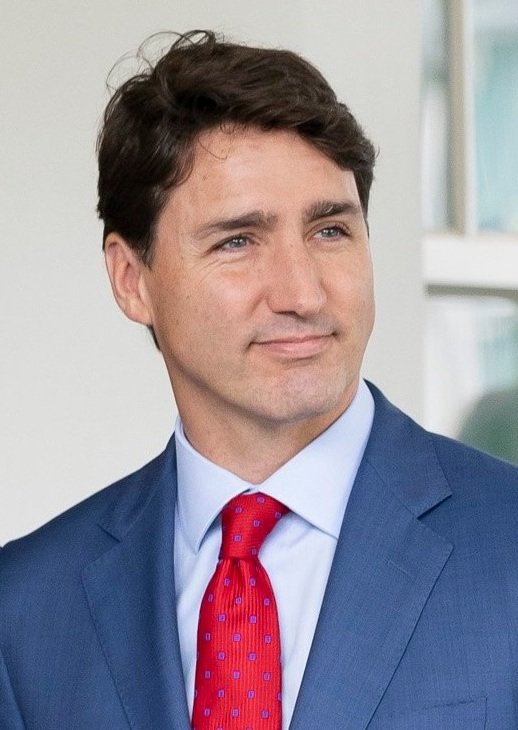
Canadá Justin Trudeau, Primeiro-ministro
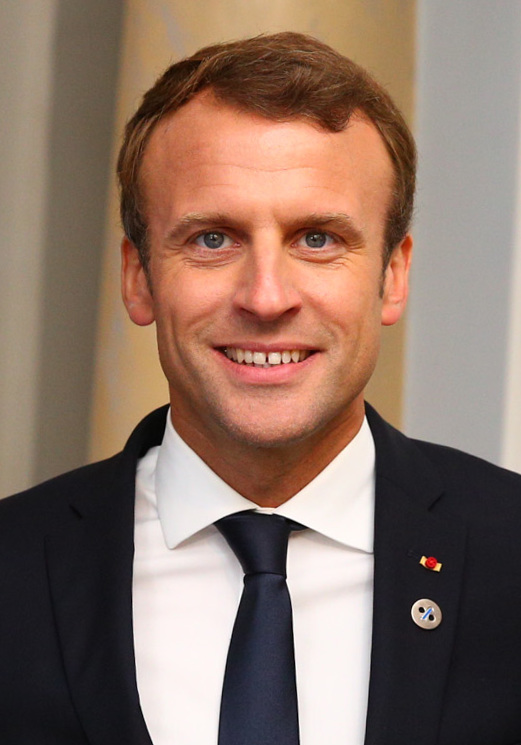
França Emmanuel Macron, Presidente
Japão Shinzō Abe, Primeiro-ministro
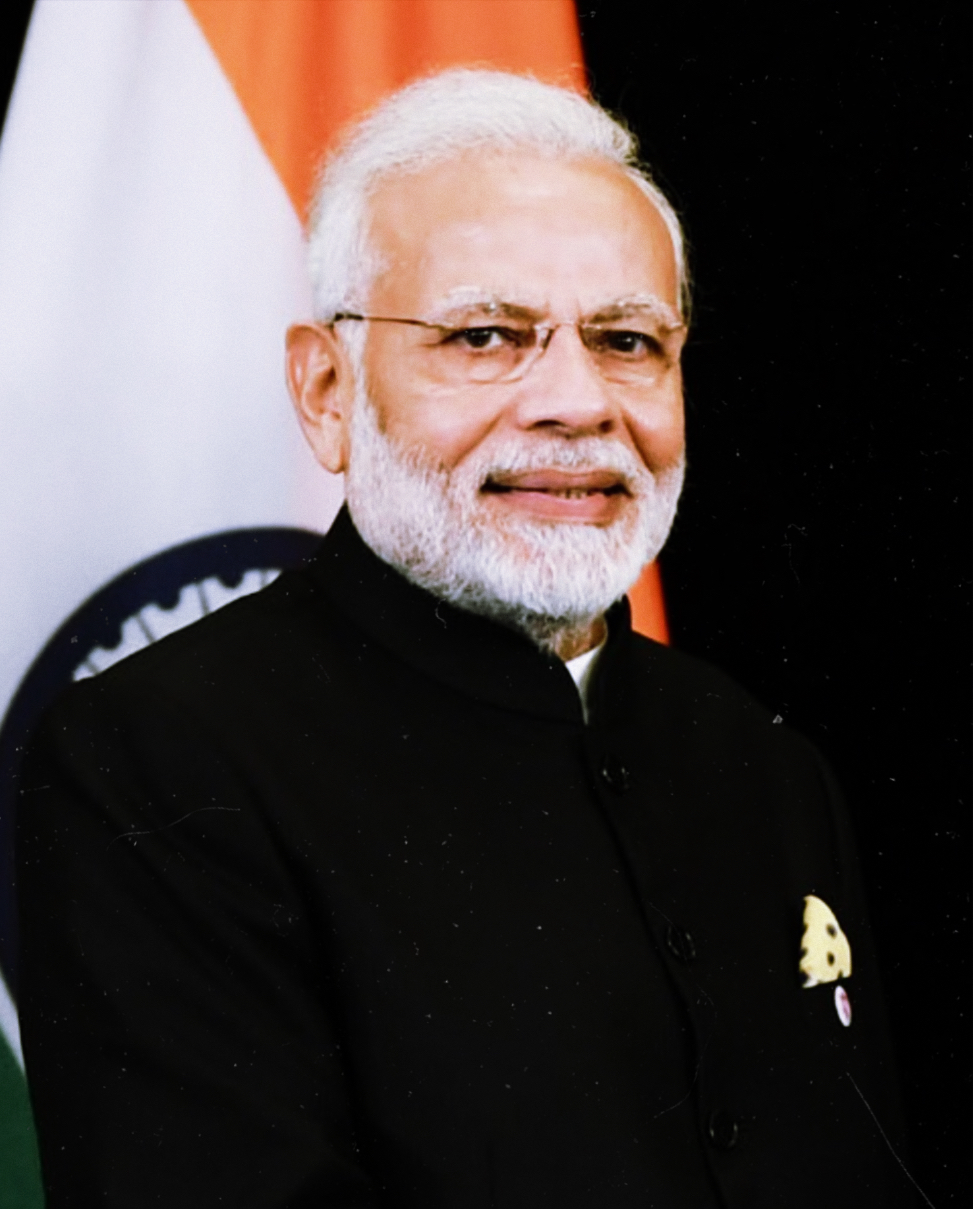
Índia Narendra Modi, Primeiro-ministro
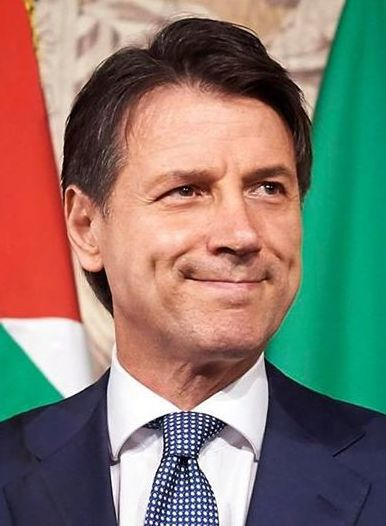
Itália Giuseppe Conte, Primeiro-ministro
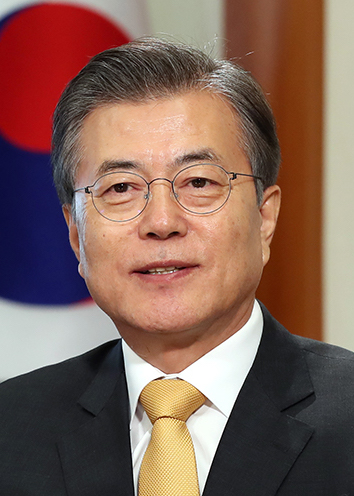
Coreia do Sul Moon Jae-in, Presidente
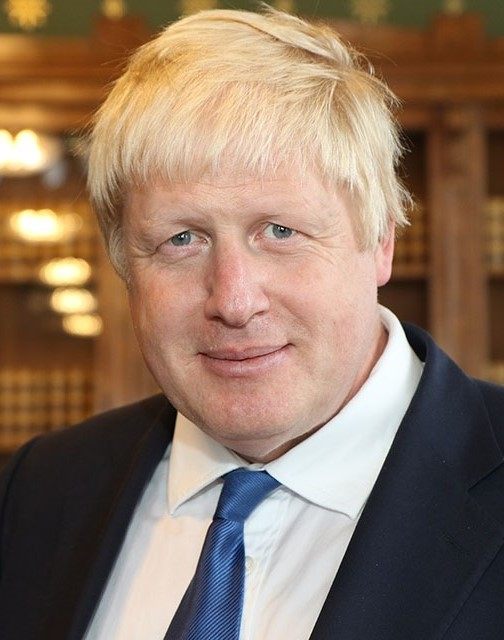
Reino Unido Boris Johnson, Primeiro-ministro

- Estados Unidos
 Donald Trump,
 Presidente(anfitrião)
- União Europeia
Ursula von der Leyen, Presidente da Comissão Europeia
- União Europeia
Charles Michel, Presidente do Conselho Europeu